# Нижняя Лужна
Нижняя Лужна — деревня в Орловской области России. 
В рамках административно-территориального устройства входит в Неполодский сельсовет Орловского района, в рамках организации местного самоуправления — в Орловский муниципальный округ.

## География
Расположена на северной границе города Орла. На западе через реку Оку примыкает к деревне Жилина и селу Плещеево.

## Население
| 2002 | 2010  |
| ---- | ----- |
| 881  | ↗1119 |

Согласно результатам переписи 2002 года, в национальной структуре населения русские составляли 94 % от жителей.

## История
С 2004 до 2021 гг. в рамках организации местного самоуправления деревня входила в Неполодское сельское поселение, упразднённое вместе с преобразованием муниципального района со всеми другими поселениями путём их объединения в Орловский муниципальный округ.